# Elaine Pagels
Elaine Pagels (Palo Alto, California, 13 de febrero de 1943) es una profesora estadounidense de historia de las religiones en la Universidad de Princeton. 

## Biografía
Nació en Palo Alto, California, el 13 de febrero de 1943, se graduó en la Universidad Stanford (máster en Artes, 1965) y, después de estudiar brevemente danza en el Martha Graham's Studio empezó a estudiar para su doctorado en la Universidad de Harvard. En 1969 se casó con el físico teórico Heinz Pagels, con quien tuvo tres hijos, uno de los cuales fallece tras cuatro años de enfermedad en 1987. Su esposo fallece trágicamente un año después a causa de un accidente.
En Harvard formó parte del equipo que estudió los manuscritos de la biblioteca de Nag Hammadi. Al terminar su doctorado en 1970 se unió al profesorado del Colegio Barnard, donde dirigió el departamento de Religión a partir de 1974. Su estudio de los manuscritos de Nag Hammadi fue la base para su libro Los Evangelios Gnósticos (The Gnostic Gospels) en 1979. A partir de 1982 se traslada a Princeton.

## Trabajo académico

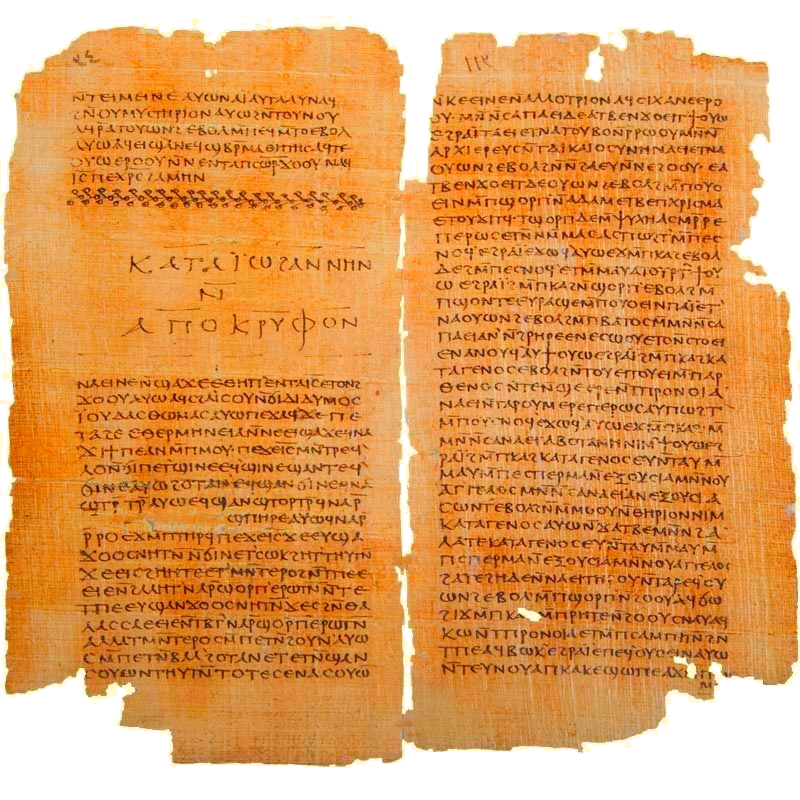
Códice II de Nag Hammadi, que muestra el final del Apócrifo de Juan y el comienzo del Evangelio de Tomás.

Su estudio de los manuscritos de Nag Hammadi fue la base para su libro Los Evangelios Gnósticos (The Gnostic Gospels) en 1979, una introducción a la biblioteca de Nag Hammadi. Este best-seller ganó el premio de Libro Nacional del Círculo de Críticos (National Book Critic Circle Award), el premio National Book Award y fue elegido por la editorial Modern Library como uno de los 100 mejores libros del siglo XX. En el libro argumenta, que la iglesia cristiana fue fundada como una sociedad que apoyaba, en su inicio, puntos de vista contradictorios. El gnosticismo no era, como movimiento, muy coherente y había varias áreas en disputa entre diferentes facciones. La autora defiende que la perspectiva igualitaria que permitía la participación de la mujer en los ritos sagrados habría atraído a muchas mujeres hacia el gnosticismo.
En 1982, Pagels se unió a la Universidad de Princeton como profesora de historia del cristianismo primitivo. Ayudada por una beca MacArthur (1980-85) escribió Adán, Eva y la serpiente, que examina el mito de la creación y su rol en el desarrollo de actitudes sexuales en el cristianismo occidental. En ambos, Los Evangelios Gnósticos  y Adán, Eva y la serpiente, Elaine Pagels examina la forma en que las mujeres han sido vistas en la historia del cristianismo, por tanto estos textos han sido importantes en el estudio femenino de la religión.
En 1987 sufre la muerte de su hijo, Mark, después de 4 años de enfermedad, y al año siguiente la de su esposo Heinz Pagels, a causa de un accidente durante una excursión . Parcialmente por causa de estas experiencias, Pagels empezó a trabajar en la investigación que derivó en El Origen de Satanás. Este libro pretende demostrar como la figura de Satanás fue una forma, para el cristianismo, de demonizar a sus oponentes religiosos, los judíos y los cristianos no ortodoxos.
En 1992 después de estudiar las epístolas paulinas y compararlas con el gnosticismo y la iglesia primitiva Pagels escribió el libro El Pablo Gnóstico donde expone la teoría de que Pablo de Tarso era un gnóstico cuya influencia en la dirección de la iglesia primitiva fue suficientemente grande para forzar la creación de adiciones forjadas como las epístolas pastorales (Timoteo y Tito) para hacer parecer que Pablo apoyaba su interpretación y no el gnosticismo.
Su best-seller, Más Allá de la fe: El Evangelio Secreto de Tomás (2003) se centra en los argumentos religiosos que aseguran poseer la verdad última. En él Pagels contrasta el Evangelio de Tomás con el Evangelio de Juan y argumenta que una lectura más profunda de los escritos muestran que mientras Juan enfatiza que Jesús es “la luz del mundo”, Tomás enseña que “hay una luz dentro de cada uno que ilumina el universo entero, si no brilla hay oscuridad”. Tomás también comparte otra supuesta enseñanza secreta, la creencia de que Jesús no es Dios sino un maestro que busca revelar la luz divina en todos los seres humanos. Pagels discute que el Evangelio de Juan fue escrito como una reacción y refutación del Evangelio de Tomás. En Juan, el apóstol Tomás es descrito como un discípulo de poca fe que no puede creer sin ver y un fuerte énfasis es puesto en aceptar a Jesús como el centro de la fe. Durante el tiempo de las persecuciones de los cristianos, los padres de la iglesia constituyeron el Canon, el credo y la herejía, suprimiendo en el proceso algunos de los recursos espirituales para así evitar conflictos con la religión y las leyes de Roma.